# کیرنیا شیپ
کیرنیا شیپ (به انگلیسی: Kyrenia ship) یک کشتی بود که طول آن ۴۷ فوت (۱۴ متر) بود.